# سید محمد غرضی در انتخابات ریاست‌جمهوری ایران (۱۳۹۲)
سید محمد غرضی وزیر نفت در دولت میر حسین موسوی و وزیر پست و تلگراف و تلفن در دولت اکبر هاشمی رفسنجانی در ۱۹ اردیبهشت ۱۳۹۲، برای انتخابات یازدهمین دوره ریاست‌جمهوری ثبت‌نام کرد. شعار اصلی او دولت ضد تورم، خرج نکردن دولت بیشتر از درآمد آن و توقف چاپ پول بی‌پشتوانه است. برنامه سیاسی او توسعه جمهوریت و اسلامیت است. او با دخالت دولت در فرهنگ، ورزش و هنر مخالف است.
وی جزو ۸ فردی است که صلاحیت آن‌ها برای انتخابات دوره یازدهم ریاست جمهوری از سوی شورای نگهبان تأیید شد.
فعالیت‌ها، گفته‌ها و برنامه‌های او خصوصاً در مناظرات موجب شد او پدیدهٔ این دوره از انتخابات دانسته شود.
او مجموعاً ۵۹ میلیون تومان برای انتخابات هزینه کرد. سید محمد غرضی با کسب حدود پانصد هزار رأی در انتخابات نفر آخر شد. مجموع آرای وی از آرای باطله نیز کمتر بود.

## نمایندگان
- رسانه‌ای: سید محمدزهیر غرضی
- اقتصادی: بابک حاجیان
- سیاست: علیرضا آلادپوش
- فناوری: نصرت‌الله ابراهیمی[۱۰]
- زنان: فاطمه مهاجرانی
- ورزش: بهنام ساسانیان
- سلامت: علی برهان‌زاده
- فرهنگ: احمد اشرف‌الاسلامی
- دکتر علی اکبر صنعتی[۱۱]

## نشست‌ها و وعده‌ها
وی در ابتدای رقابتها اعلام کرد فاقد ستاد و سخنگو است و قصد دارد با مردم از رادیو و تلویزیون صحبت کرده و برنامه‌های خود را بیان کند. شعار وی  «دولت ضد تورم» است. او گفت علاقه‌ای به استفاده از جایگاههای تبلیغاتی خیابانی ندارد.
- زهیر غرضی پسر سیدمحمد غرضی که به عنوان نماینده سیدمحمد غرضی در مراسم قرعه‌کشی برنامه‌های نامزدهای یازدهمین دوره انتخابات ریاست‌جمهوری در صداوسیما حضور یافته بود گفت: شصت سال بر روی برنامه‌ای که پدرم برای مدیریت جامعه ارائه می‌کند کار شده‌است و در صداوسیما مطرح خواهد شد. وی با اشاره به برنامه‌های انتخاباتی پدر خود تأکید کرد: مهم‌ترین برنامه پدرم این است که با تورم مقابله کند[۱۳]
- سیدمحمد غرضی در نشست خبری: گفت: دولت متورم دولت مشروعی نیست با خیلی از بزرگان بحث داشته‌ایم که دولت متورم دستش در جیب خلق الله است. وقتی صبح با ۵۰۰۰ تومان می‌شود مرغ خرید اما عصر امکانش نیست، یعنی دست دولت در جیب فقرا است. غرضی ادامه  داد: وقتی دولت مجبور به  چاپ اسکناس می‌شود جامعه متورم می‌شود و نتیجه آن اغنیا غنی تر و فقرا فقیرتر می‌شوند تولید نیز از بین می‌رود.[۱۴]

### برنامه‌ها
- او معتقد است برای انتخاب استانداران باید در هر استان انتخابات برگزار شود.
- باید به آمریکا فشار بیاوریم.
- هیچ کس را عوض نمی‌کنم.
- باید مالیات ثبت شده جزئیان آن به اطلاع مردم برسد.[۱۵]
- تهران را به 6استان تقسیم می‌کنم.[۱۶]

#### اقتصادی
برنامه اصلی غرضی توسعه جمهوریت و اسلامیت از طریق کنترل تورم و تثبیت نرخ ارز است.
توسعه اسلامیت
او دست کردن دولت در جیب مردم را غیرشرعی می داند و قطع دست دولت را از جیب فقرا و کنترل تورم برنامه خود در جهت گسترش اسلامیت می داند.
توسعه جمهوریت
او معتقد است با واگذاری انتخاب استانداران به مردم و عوض نکردن آن‌ها جمهوریت را گسترش می‌توان داد.

#### فناوری
توسعه نسل سوم و چهارم تلفن همراه به منظور ایجاد شبکه هوشمند سلامت و کنترل شماری از بیماران توسط یک پزشک.